# Berättarkafé
Berättarkafé innebär muntligt berättande i en kafélokal eller liknande och där deltagarna, utan annan rekvisita än sin egen röst, delar med sig av sina livserfarenheter. Vem som helst får berätta något, vilket betyder att gränsen mellan artist och publik är utsuddad. En ordfördelare håller ordning. Ordet berättarkafé myntades 1985 av författaren Göran Palm då det första berättarkaféet arrangerades på Skeppsholmen i Stockholm som en del av verksamheten i föreningen Liv i Sverige. 